# Kifkif
L'Associació de Lesbianes, Gais, Transsexuals i Bisexuals del Marroc (Kifkif) és una ONG marroquina, constituïda com a associació, sense afany de lucre, que porta una lluita pacífica pels drets de lesbianes, gais, transsexuals i bisexuals.
Kifkif ('iguals' en àrab marroquí) es troba il·legalitzada al Marroc però no a l'estat espanyol, on està registrada des de l'any 2008. En la seva acta constitutiva s'esmenta que la seva acció abasta tant l'estat espanyol com el Marroc. Encara que se centra en els drets de gais i lesbianes, la filiació de Kifkif està oberta a qualsevol persona que comparteixi els seus valors sobre la base de la Declaració Universal dels Drets Humans.
L'associació ha estat criticada violentament des dels elements més conservadors de la societat musulmana.

## Orígens
L'1 de juny de 2004, la policia marroquina va detenir a la ciutat del nord de Tetuan 43 persones sota l'acusació de dur a terme activitats homosexuals, complint amb l'article 489 del codi penal marroquí.
Com a conseqüència, joves homosexuals marroquins inicien en internet una campanya internacional per al seu alliberament. Milers de cartes es van remetre als principals mitjans de comunicació i a les ambaixades occidentals del Marroc. Per coordinar les seves accions es va crear el 2004 en internet un grup sota el nom de Kifkif, un fòrum en internet per ajudar els milers de marroquins que no troben el seu lloc en la societat.
Quan es va veure la urgent necessitat d'una comunitat més estructurada i dinàmica, el 2005, es va formar oficialment Kifkif. Se'n va nomenar un coordinador, que es va acostar als gais i lesbianes en tot el Marroc amb l'esperança d'ampliar el grup. A partir de 2006 els voluntaris de Kifkif van començar una lluita per a la seva legalització com a associació al Marroc, i en foren rebutjats tots els intents. Des de 2008 es van establir diversos grups de suport a Kifkif fora del Marroc, treballant com a projectes independents dins d'organitzacions LGBT locals.

## Objectius
L'objectiu fonamental de Kifkif és l'anul·lació de l'article 489 del codi penal marroquí, que castiga "la còpula sexual artificial». Aquesta llei és utilitzada sobretot per apuntar a la comunitat LGBT, viola la intimitat dels seus membres i els nega drets humans bàsics. L'abolició d'aquesta llei ajudaria a reduir la marginació social i obriria la possibilitat d'assolir la igualtat per a la comunitat LGBT al Marroc.
Un segon objectiu important de Kifkif és lluitar contra l'epidèmia de la sida i altres malalties sexualment transmeses, mentre que advoca pels drets dels pacients.

## Mithly
Des d'abril de 2010, KifKif publica la revista mensual Mithly, la primera revista de llibertat sexual impresa en un estat àrab i musulmà. Del primer número s'han imprès 200 exemplars; és també disponible de manera gratuïta en format electrònic. La revista té contingut en dues llengües, àrab i francès. El nom és un joc de paraules, que significa 'homosexual' i 'jo mateix'. El director de la revista és Samir Bargachi, que ha afirmat que la revista segurament no tindrà continuïtat en paper, ja que en resulta perillosa i difícil la distribució al Marroc.